# Rudolf Buchalik
Rudolf Buchalik (ur. 1942 w Siemianowicach Śląskich, zm. 28 czerwca 2019 w Biłgoraju) – architekt, malarz, artysta plastyk związany z Kazimierzem Dolnym i Biłgorajem.

## Życiorys

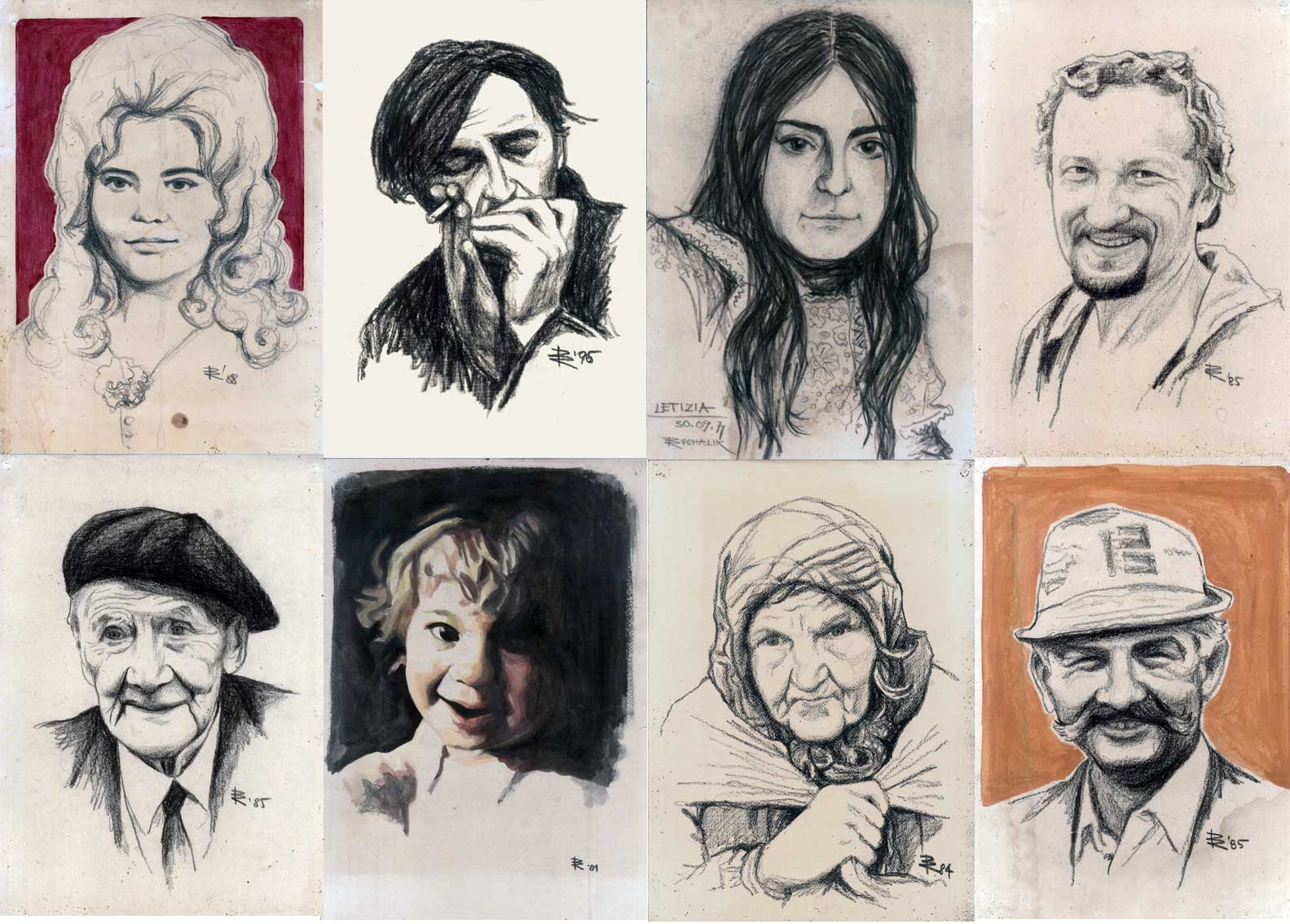
Portrety mieszkańców Kazimierza Dolnego autorstwa Rudolfa Buchalika

Od lat siedemdziesiątych związany z okolicami Kazimierza gdzie zrealizowano około 60 obiektów mieszkalnych i użytkowych według jego projektów. W latach 1991–1993 był sołtysem wsi Męćmierz i Okale.
W latach 1962–1967 studiował architekturę we Wrocławiu, a następnie w Gdańsku (1967-69). W latach 1969–1973 był asystentem na Wydziale Architektury Politechniki Gdańskiej, asytstentem i projektantem w gdańskim „Miastoprojekcie”, oraz konsultantem pomorskiej ekspedycji archeologicznej Uniwersytetu Łódzkiego.
Był laureatem konkursów architektonicznych i plastycznych. Swoje prace prezentował na wielu wystawach – zarówno w kraju, jaki zagranicą. W latach 1985–1986 był wykładowcą w Katedrze Rysunku, Malarstwa i Rzeźby na Wydziale Architektury Politechniki Warszawskiej. W 1989r. otrzymał status „Architekta-Twórcy”.
Spod jego ręki wyszło blisko 300 portretów mieszkańców i bywalców Kazimierza Dolnego i Męćmierza, którzy przewinęli się przez jego pracownię na przestrzeni lat 1977–1998.
W ostatnich latach swojego życia związany był z Biłgorajem, gdzie mieszkał i pracował. Był głównym projektantem jednej z największych atrakcji turystycznych Biłgoraja i okolic – Miasteczka na Szlaku Kultur Kresowych, inwestycji prowadzonej przez lokalną Fundację Biłgoraj XXI.
Zmarł w Biłgoraju 28 czerwca 2019 w wieku 77 lat. Został pośmiertnie odznaczony tytułem Zasłużonego dla Gminy Kazimierz Dolny.